# Rueckbeilia fergana
Rueckbeilia fergana is een vlinder uit de familie van de Lycaenidae. De wetenschappelijke naam van de soort is voor het eerst gepubliceerd in 1881 door Otto Staudinger.
De soort komt voor in Kazachstan en Oezbekistan.

## Ondersoorten
- Rueckbeilia fergana fergana
  - = Lycaena torgouta Alphéraky, 1881
  - = Polyommatus selengensis (Fruhstorfer, 1941)
- Rueckbeilia fergana varzobica Tshikolovets, 1994
  - = Plebeius ferganus varzobicus Tshikolovets, 1994
  - = Vacciniina fergana varzobicus Korb & Bolshakov, 2011
- Rueckbeilia fergana rubini Churkin, 2006
  - = Vacciniina fergana rubini Churkin, 2006
  - = Plebejus (Vacciniina) fergana nikolaii Lamas, 2008